# He Ji
He Ji (chinesisch 何基, Pinyin Hé Jī, W.-G. Ho Chi; 1188–1269), auch He Beishan  (何北山,  Hé Běishān), aus Jinhua war ein neokonfuzianischer Philosoph in der Zeit der späten Song-Dynastie. Er war einer der Vier Meister vom Beishan (chinesisch 北山四先生, Pinyin Běi Shān sì xiānsheng), die so bezeichnet wurden, weil alle von ihnen aus Jinhua in der Provinz Zhejiang stammten, und He Ji, der im Bei Shan ('Nordgebirge') von Jinhua lebte,  von den Gelehrten oft als Meister Beishan bezeichnet wurde. In ihrer neokonfuzianischen Philosophie folgten sie der Lehre und dem Prinzip von Zhu Xi. He Ji folgte in der Philosophie Zhu Xis Theorie besonders stark und hielt an eng ihr fest. Zhus Kommentar zu den Vier Büchern hielt er für vollkommen perfekt, und kein späterer Gelehrter sollte sie anders interpretieren. Seine Schriften sind in der Ausgabe He Beishan xiansheng yiji 何北山先生遗集 (Jinhua congshu 金华丛书) vereint.

## Schriften
- He Ji 何基: He Beishan xiansheng yiji 何北山先生遗集. Jinhua congshu 金华丛书 (HYDZD-Bibliographie 1082)
- He Ji shihua 何基詩話. Nanjing: Jiangsu guji chubanshe 江蘇古籍出版社 1998